# Cleisostoma racemiferum
Cleisostoma racemiferum är en orkidéart som först beskrevs av John Lindley, och fick sitt nu gällande namn av Leslie Andrew Garay. Cleisostoma racemiferum ingår i släktet Cleisostoma, och familjen orkidéer. Inga underarter finns listade i Catalogue of Life.